# 1649 Фабре
1649 Фабре (1649 Fabre) — астероїд головного поясу, відкритий 27 лютого 1951 року.
Тіссеранів параметр щодо Юпітера — 3,218.